# Обелиск «30 лет Победы» (Ульяновск)
Обелиск «30 лет Победы» (Славы, Вечной Славы) — памятник в Ленинском районе города Ульяновска. Посвящён 30-летию Победы в Великой Отечественной войне.

## История
Монумент с зажжением Вечного огня был торжественно открыт 9 мая 1975 года в день празднования 30–й годовщины Победы в войне, в створе улиц Гончарова и Минаева, который получил название «Площадь 30-летия Победы».

Обелиск «30 лет Победы».

В апреле 1985 года был установлен монумент «Гвардейское знамя» (скульптор Р. А. Айрапетян) и на 7 метров увеличена высота обелиска, а также изменена площадка с чашей у Вечного огня .
В 2005 году, на нижнем ярусе Обелиска, состоялось торжественное открытие памятника «Взрослым и детям, убитым, замученным в плену и пропавшим без вести». В этом же году на склоне у Обелиска заложили Аллею Памяти ульяновцам, погибшим в Афганистане и на Северном Кавказе. По инициативе общественной организации «Боевое братство», в память об их подвигах было посажено 98 берёз. Около каждого дерева табличка с именем и датой гибели.
7 мая 2014 года был установлен Пост № 1.
В 2015 году к 70-летию Великой Победы была произведена реконструкция Обелиска. Среди новшеств —  новое освещение, ограждение на площадке с Вечным огнем, установлены кабинки для Поста № 1 .
В 2020 году Обелиск был реконструирован: по всему периметру были заменены гранитные плиты и на верхнем ярусе установлены мемориальные доски с именами Героев.

## Описание
Памятник представляет собой двухуровневую платформу, на верхней располагается ребристый обелиск, заканчивающаяся объёмной пятиконечной звездой, которая окаймлена лавровым венком. Звезда из нержавеющей стали толщиной 10 миллиметров была изготовлена в опытно-экспериментальном цехе Димитровградского НИИ атомных реакторов. Две лавровые ветви для звезды были сделаны на ульяновском заводе «Искра». Высота обелиска со звездой составляет 47 метров. У подножия Обелиска расположена широкая торжественная лестница, слева — установлена многофигурная скульптурная группа «Гвардейское знамя», изображающая воинов, застывших в порыве атаки. На нижней террасе, соединённой с верхней площадкой лестницей, в гранитном квадрате установлена бронзовая чаша Вечного огня. На торжественной гранитной стене начертаны имена 57 ульяновцев — Героев Советского Союза. Авторы проекта — архитекторы Н. Н. Медведев, С. Н. Титов, С. М. Горбунов, скульптор — Р. А. Айрапетян. Монументальную архитектурную композицию, сооружали ведущие архитекторы и строители Ульяновска и Димитровграда, а также принимали участие мастера-гранитчики из Узбекской, Грузинской и Латвийской Советских Социалистических Республик. По окончании строительства и возведения монумента, у подножия Обелиска были заложены капсулы с землёй из всех Городов-героев СССР.

## Галерея

Скульптурная группа «Гвардейское знамя».
Чаша Вечного огня.
Мемориальная доска Городов-Героев.
Торжественная стена.
Торжественная стена.
Торжественная стена.
Обелиск и площадь «30 лет Победы».
Мемориал с именами Героев.
Мемориальная доска с именами Героев.
Мемориальная доска с именами Героев.
Мемориальные доски с именами Героев.
Мемориальные доски с именами Героев.
Мемориальные доски с именами Героев.
Мемориальные доски с именами Героев.
Мемориальные доски с именами Героев.
Мемориальные доски с именами Героев.
Мемориальные доски с именами Героев.
Мемориальные доски с именами Героев.
Мемориальные доски с именами Героев.
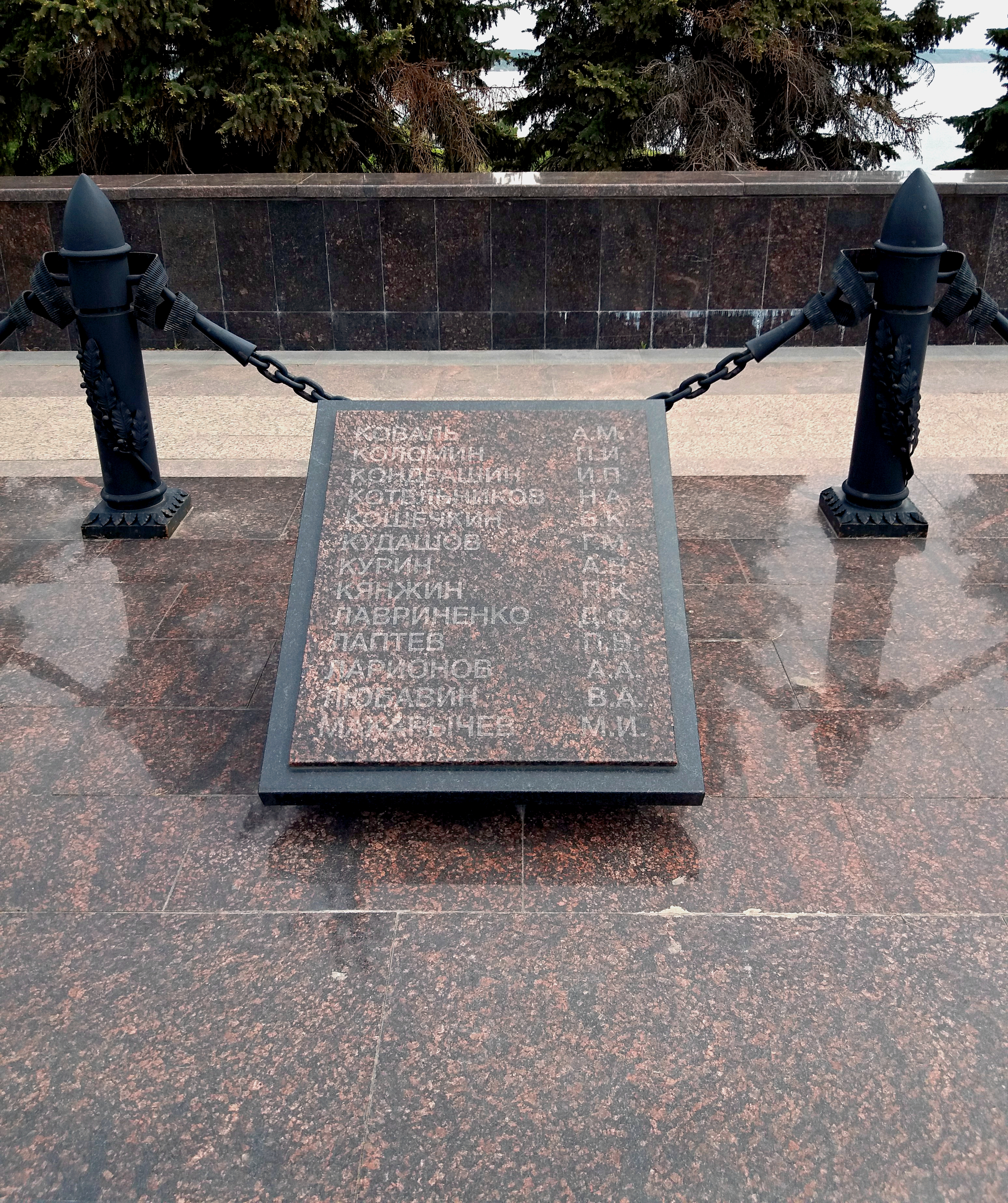
Мемориальные доски с именами Героев.
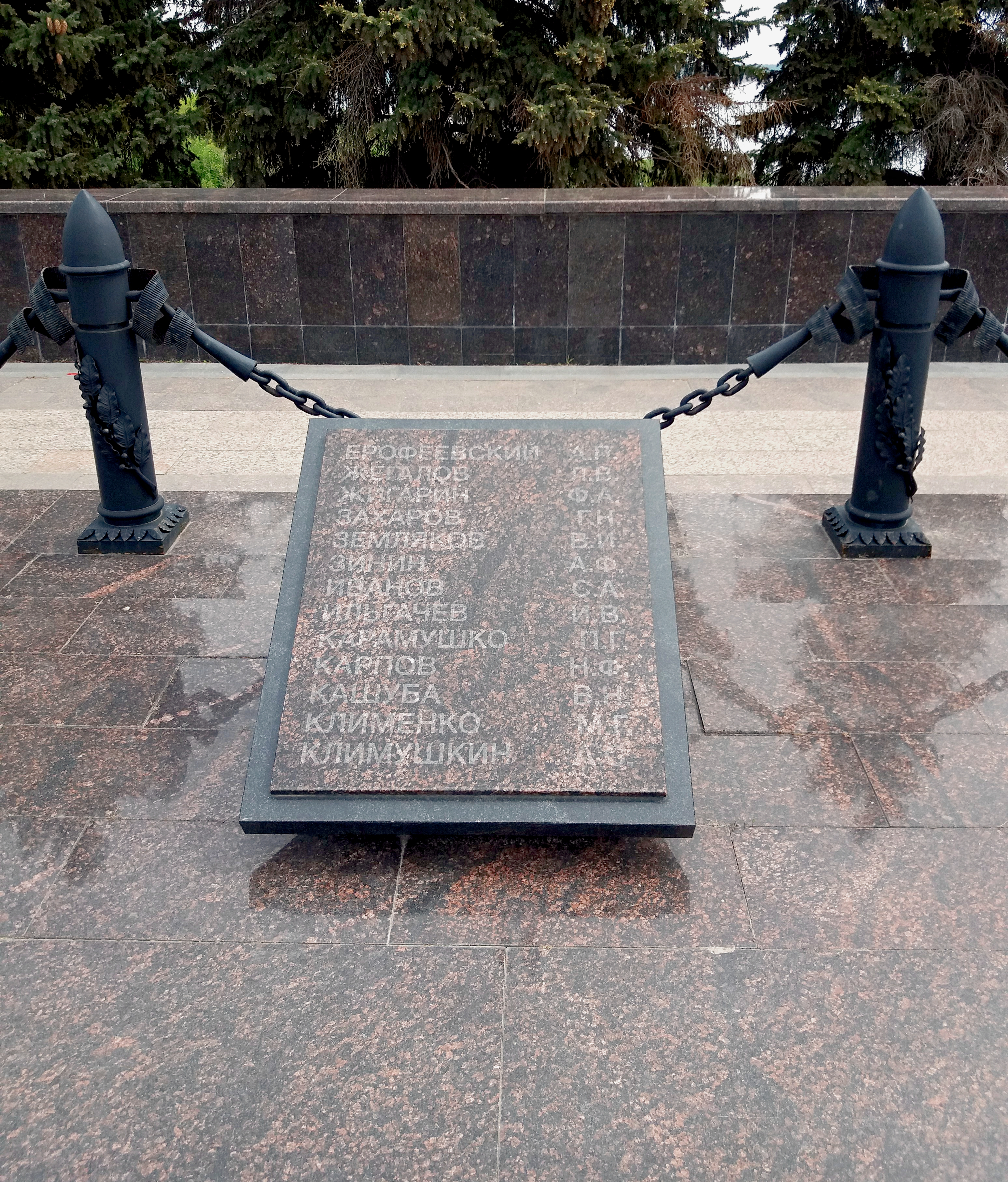
Мемориальные доски с именами Героев.
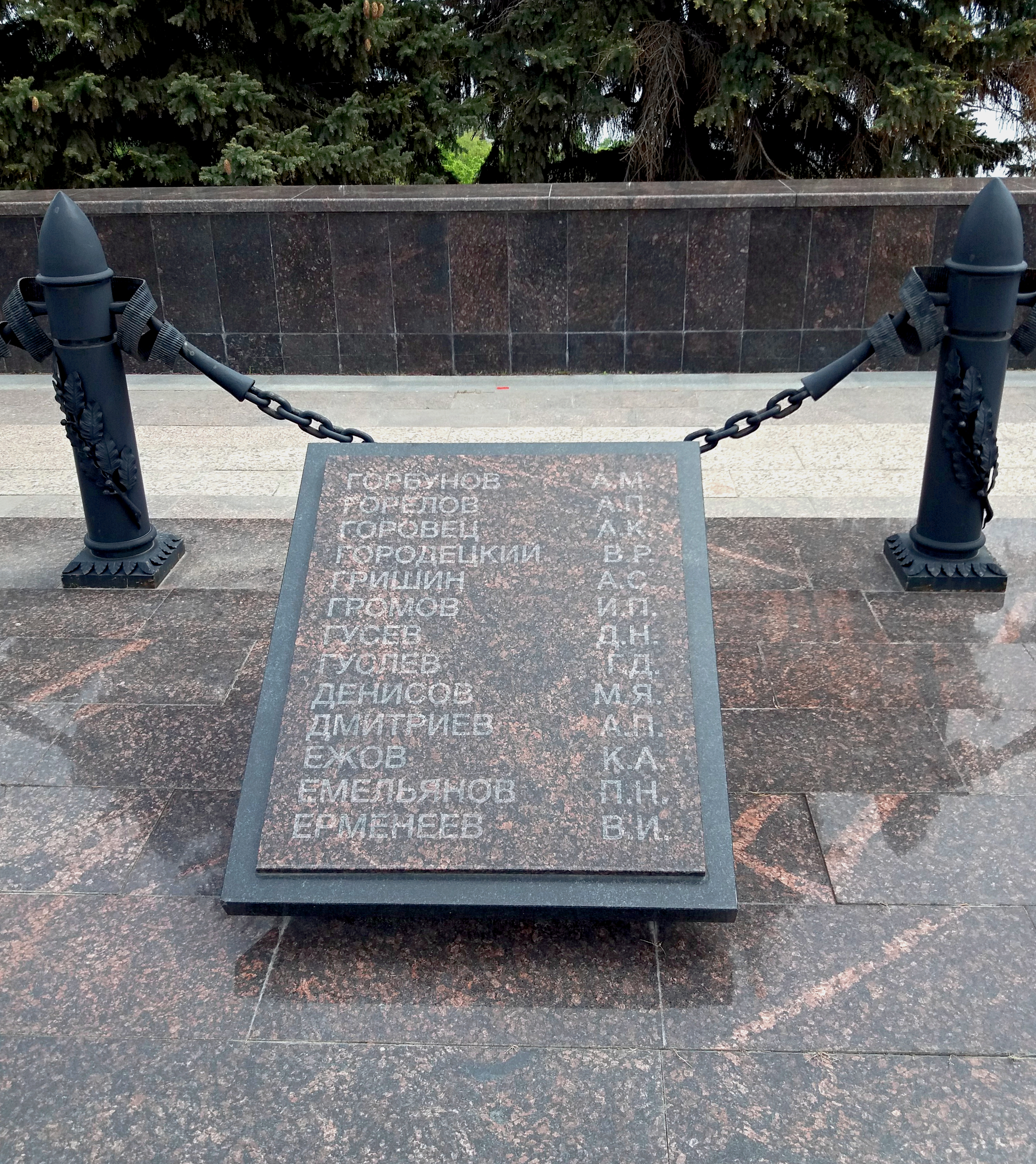
Мемориальные доски с именами Героев.
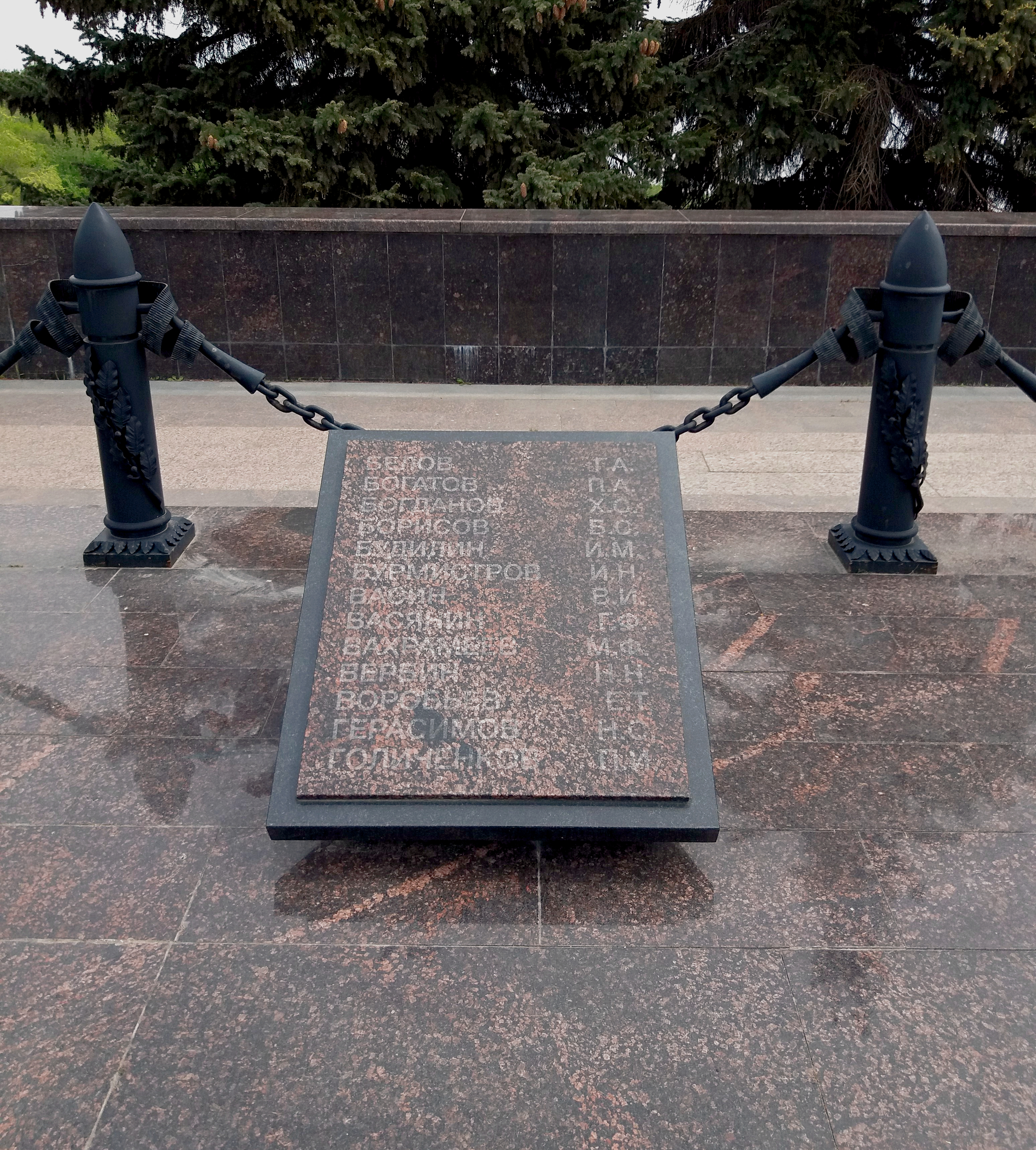
Мемориальные доски с именами Героев.
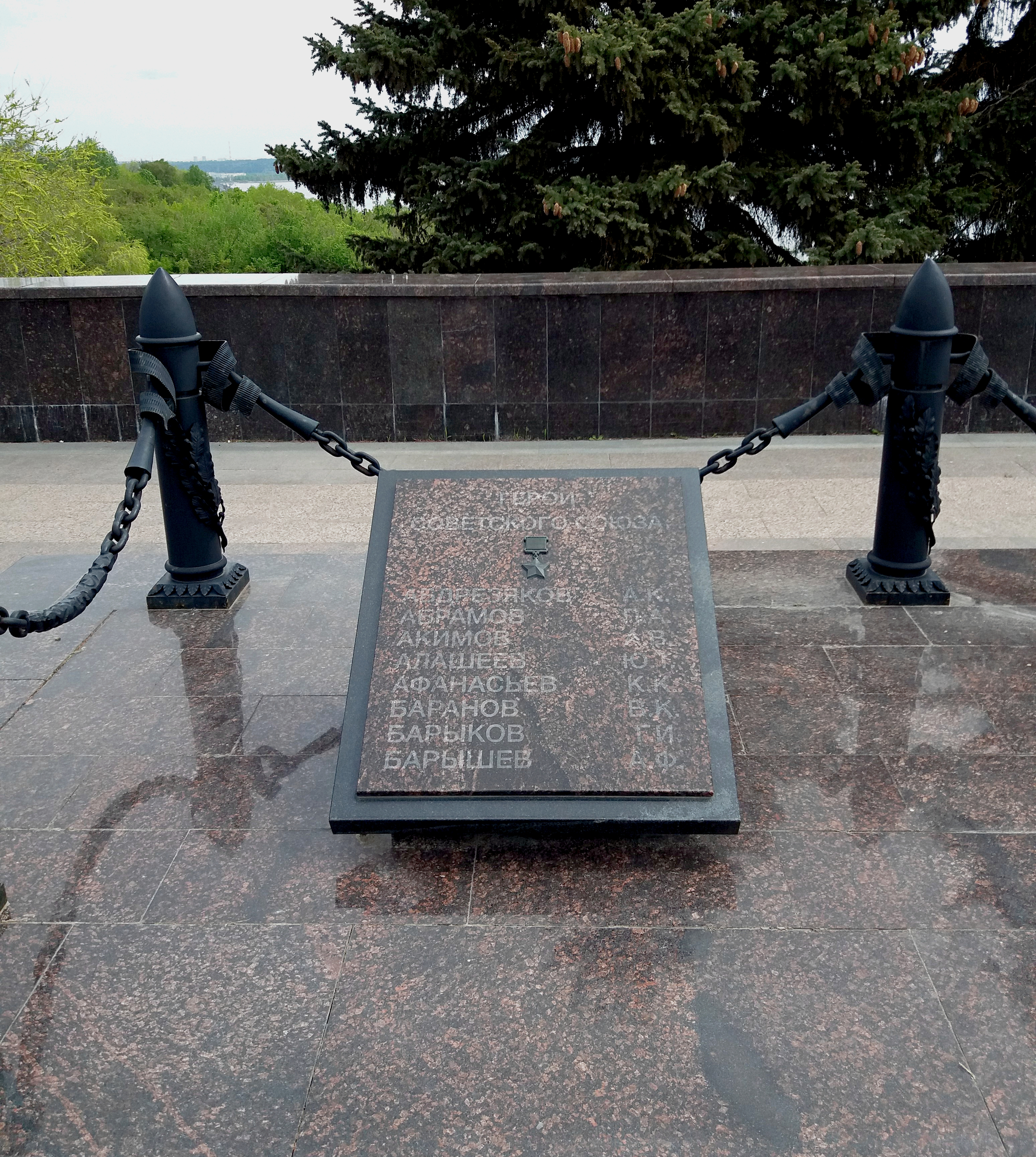
Мемориальные доски с именами Героев.
Обелиск «30 лет Победы».
Обелиск «30 лет Победы».
Памятник «Взрослым и детям, убитым, замученным в плену и пропавшим без вести».
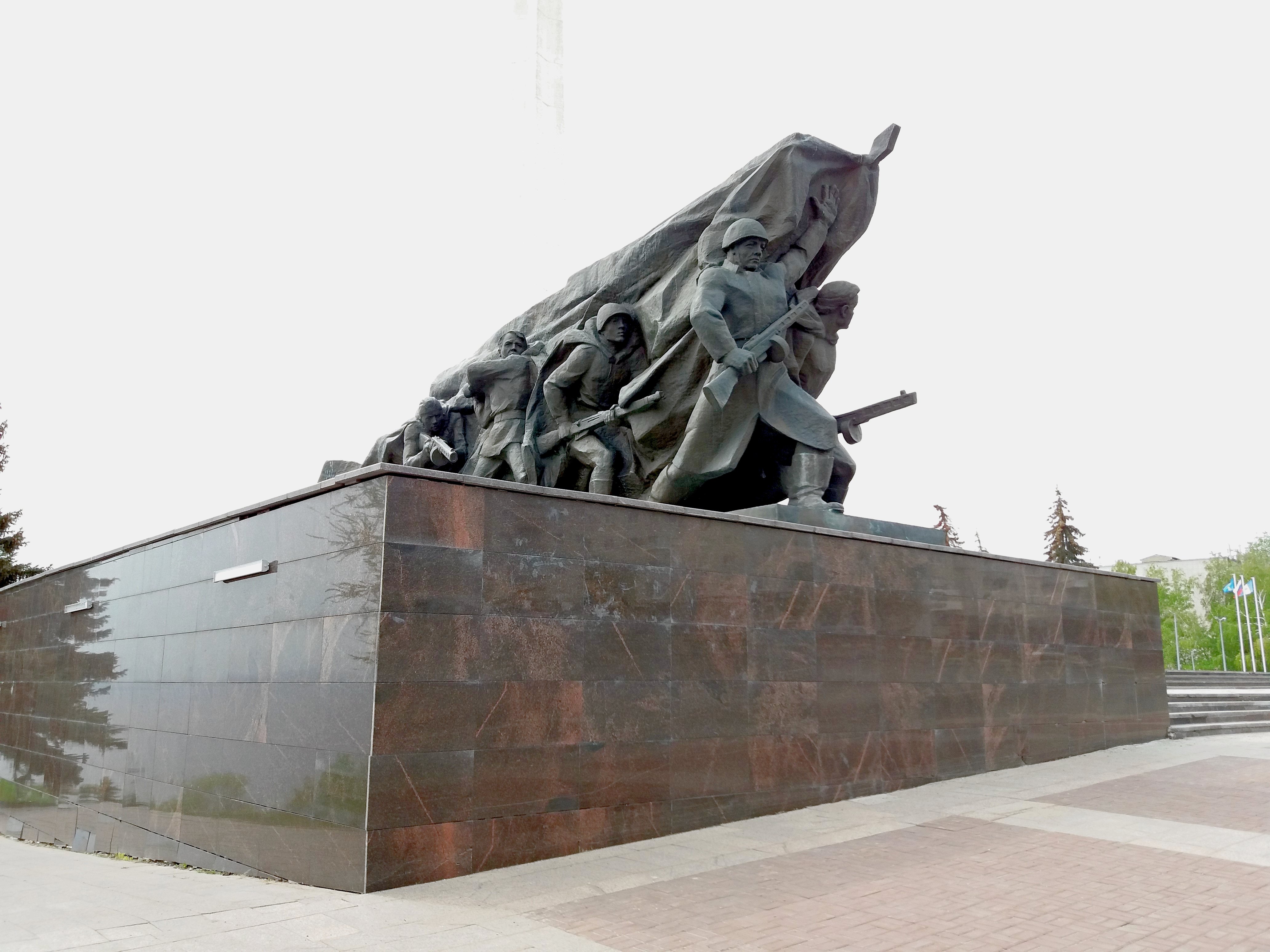
Скульптура «Гвардейское знамя».

## Обелиск в филателии
- В 1981 году Министерство связи СССР выпустило художественный маркированный конверт (ХМК) — «Ульяновск. Дворец пионеров».
- В 1998 году Почта России выпустила почтовую марку № 443, посвящённую 350-летию Ульяновску, где изображён Обелиск[14].
- В 1998 году Почта России выпустила Конверт первого дня (КПД) со Спецгашением (СГ)[15].
- В 2005 году Министерство связи России выпустило ХМК — «Ульяновск. Обелиск Славы»[16].

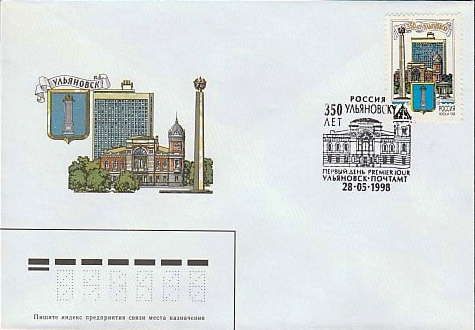
КПД РФ, 1998. 350 лет городу Ульяновск.
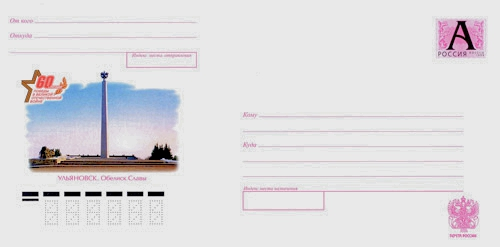
ХМК РФ, 2005 г. «Ульяновск. Обелиск Славы».
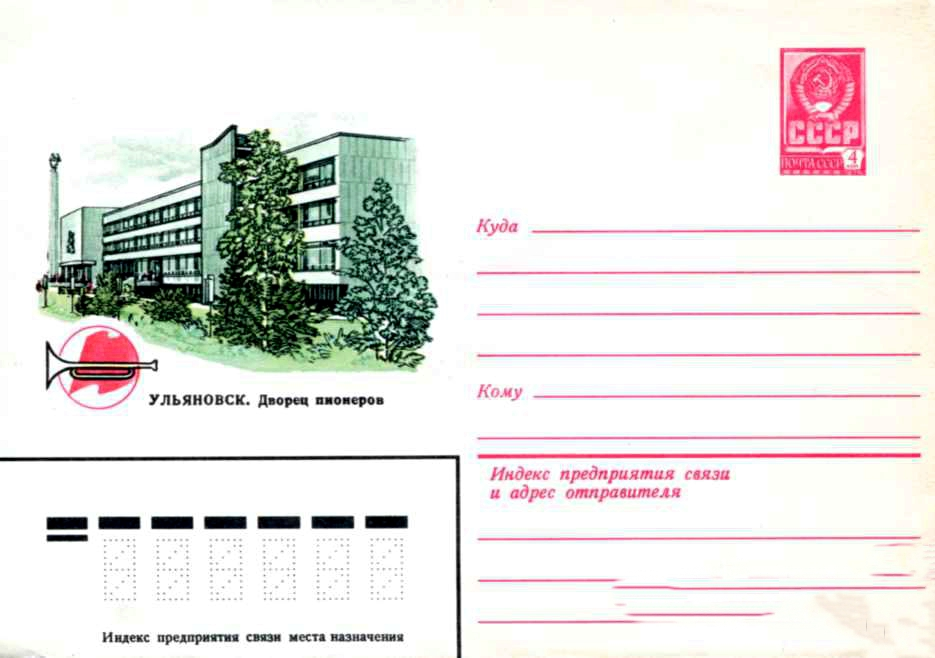
ХМК СССР, 1981. Дворец пионеров и Обелиск Славы.
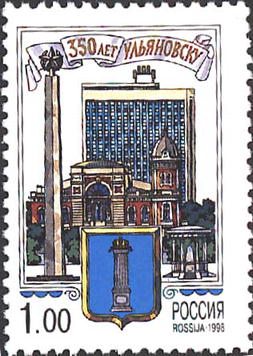
Почта РФ, 1998 г. 350 лет Ульяновску.